# 理学
理学（りがく、英: science, physical science, physics）とは、自然科学・物理学などを指す言葉。理学は『学研国語大辞典』で「自然に関する科学の総称」とされ、『大辞林』では「自然科学」とされている。『大学事典』では、「理学は自然界にひそむ原理や法則および現象を探究する学問」とされており、数学なども理学に含まれている。理学を意味する英語は“science”（科学）、“physical science”（物理科学）、“physics”（物理学）、“natural science”（自然科学）など。

## 概要
文学修士・学術博士の堀寛史の学術論文では「理学は科学を指すことばであり、現代では自然科学の基礎研究である物理学、数学、生物学、天文学などを意味する」とされている。堀によると、理学療法士は英語で"physical therapist"などと言い、"physical"が「物理」でなく「理学」と訳されるようになったのは、物理的というより理学的に人間を幅広く捉えるという意味がある。実際に理学と理学療法は、生理学・医学・リハビリテーション医学・人間工学・生物力学（バイオメカニクス）などと関連深いと掘は言う。
『大学事典』では、「理学」の根源は全ての自然現象に対する知的欲求であるとされており、理学の研究方法は一般に「科学的方法」と言われる。理学は「数学・物理学・化学・生物学・地学等」によって構成されており、理学は実学分野（工学・農学・医学など）の基礎である。また「理学は，実験・観測および理論等に基づく合理的な自然観を広く社会に与えてきた」という。理学部の教育目的は、《理学の意義と素養（知識・能力・態度）によって広く社会に貢献できる人材の育成》であると『大学事典』は述べている。

### 辞書的定義
- 『研究社 新和英大辞典』：

- 『研究社 新英和中辞典』：

- 『学研国語大辞典』：

- 『大辞林』：

- 『デジタル大辞泉』：

- 『精選版 日本国語大辞典』：

## 歴史

### 宋～明
中国の宋時代には、宇宙の本体とその現象を理気の概念で説いた哲学があり、「理」を追求したので「理学」と呼ばれた。また「性即理」と説いたので「性理学」とも呼ばれる。

### 明治時代
明治時代、日本に諸外国の学問が流入するようになると、それらの学問の呼称を日本語でどう表記・呼称するか工夫、試行錯誤が行われた。philosophyの訳語として「理学」が用いられた。
後になって、「理学」の前に「物」を加えて「物理学」と訳すことが一般的になった。今日でも用いられることがあり、また医療・リハビリの分野の「理学療法」（physicalな療法のこと）などに、同様の用法が用いられている。
また明治時代、自然科学の基礎研究諸分野をまとめて「窮理学」と呼ぶことも行われた。やがて「窮」の字を略した、略語としての「理学」も用いられるようになったが、一方でnatural scienceの訳語としては「自然科学」も使われるようになった。